# Canton d'Arcueil
Le canton d'Arcueil est une ancienne division administrative française située dans le département du Val-de-Marne et la région Île-de-France.
À la suite du redécoupage cantonal de 2014, le canton est supprimé, et son territoire réparti entre les cantons de Cachan et du Kremlin-Bicêtre.

## Histoire
Le canton d'Arcueil, constitué des communes d'Arcueil et de Gentilly est créé par le décret du 20 janvier 1976, par démembrement du canton du Kremlin-Bicêtre et du canton de Cachan.
Il est remanié par le 24 décembre 1984, qui attribue au canton du Kremlin-Bicêtre une partie de la commune de Gentilly.
Un nouveau découpage territorial du Val-de-Marne entre en vigueur à l'occasion des premières élections départementales suivant le décret du 17 février 2014. Les conseillers départementaux sont, à compter de ces élections, élus au scrutin majoritaire binominal mixte. Les électeurs de chaque canton élisent au Conseil départemental, nouvelle appellation du Conseil général, deux membres de sexe différent, qui se présentent en binôme de candidats. Les conseillers départementaux sont élus pour 6 ans au scrutin binominal majoritaire à deux tours, l'accès au second tour nécessitant 12,5 % des inscrits au 1er tour. En outre, la totalité des conseillers départementaux est renouvelée. Ce nouveau mode de scrutin nécessite un redécoupage des cantons dont le nombre est divisé par deux avec arrondi à l'unité impaire supérieure si ce nombre n'est pas entier impair, assorti de conditions de seuils minimaux. Dans le Val-de-Marne le nombre de cantons passe ainsi de 49 à 25.
Dans ce cadre, le canton est supprimé, et :
- Arcueil est intégré au canton de Cachan
- Gentilly est intégré au canton du Kremlin-Bicêtre.

## Administration
| Période | Période | Identité                  | Étiquette     | Qualité                                                                                      |
| ------- | ------- | ------------------------- | ------------- | -------------------------------------------------------------------------------------------- |
| 1976    | 1985    | Josiane Mathieu           | PCF           | Secrétaire-dactylo, Arcueil                                                                  |
| 1985    | 2004    | Marcel Trigon (1935-2012) | PCF puis CAP  | Employé de banque Maire d'Arcueil (1964 → 1997) Député suppléant                             |
| 2004    | 2015    | Daniel Breuiller          | CAP puis EELV | Fonctionnaire Maire d'Arcueil (1997 → 2016) Conseiller départemental de Cachan (2015 → 2016) |

## Composition

### Période 1976 - 1984
Le canton était constitué des communes d'Arcueil et de Gentilly.

### Période 1984 - 2015
Le canton d'Arcueil était constitué par, selon la toponymie de l'époque, « la commune d'Arcueil et la portion de territoire de la commune de Gentilly située à l'ouest d'une ligne définie par l'axe des voies ci-après : avenue Pasteur (à partir de la limite de la commune d'Arcueil), rue Nicolas-Debray, avenue Raspail, rue de la Division-du-Général-Leclerc, rue Charles-Frérot, rue Albert-Guilpin (jusqu'à la limite de la commune de Paris) ».
L'est de Gentilly était inclus dans le canton du Kremlin-Bicêtre.
| Communes                  | Population (2012) | Code postal | Code Insee |
| ------------------------- | ----------------- | ----------- | ---------- |
| Arcueil                   | 18 061            | 94 110      | 94 003     |
| Gentilly, commune entière | 16 118            | 94 250      | 94 037     |

## Démographie
Le canton, selon sa composition de 1984 à 2015, a eu la démographie suivante :
| 1962 | 1968 | 1975 | 1982 | 1990   | 1999   | 2009 |
| ---- | ---- | ---- | ---- | ------ | ------ | ---- |
| -    | -    | -    | -    | 26 838 | 24 312 | -    |